# Letov Š-22
Letov Š-22 – czechosłowacki samolot myśliwski z okresu międzywojennego.

## Historia
W 1926 roku Alois Šmolík w wojskowej wytwórni lotniczej Letov, widząc osiągnięcia francuskiej wytwórni lotniczej Société Française Avions Dewoitine w budowie samolotów jednopłatowych, opracował nowy jednopłatowy samolot myśliwski, który otrzymał oznaczenie Š-22, który był górnopłatem zastrzałowym i został wyposażony w silnik produkcji czeskiej Škoda L o mocy 450 KM.
Prototyp został oblatany w marcu 1926 roku, a następnie przechodził testy fabryczne w kwietniu tego roku. Wykazały one, że samolot ten nie spełnia pokładanych w nim nadziei, w związku z tym zrezygnowano z dalszych prób i samolot skasowano.

## Użycie w lotnictwie
Samolot Letov Š-22 był używany w testach i badaniach fabrycznych w okresie marzec – kwiecień 1926 roku.

## Opis techniczny
Samolot myśliwski Letov Š-22 był górnopłatem zastrzałowym o konstrukcji mieszanej: kadłub i usterzenie ogonowe były konstrukcji metalowej, natomiast skrzydła były drewniane. Kadłub mieścił odkrytą kabinę pilota, a przed nią umieszczono silnik. Napęd stanowił silnik widlasty w układzie W, 12-cylindrowy, chłodzony cieczą. Podwozie klasyczne, stałe.
Uzbrojenie stanowiły 2 synchronizowane karabiny maszynowe Vickers kal. 7,7 mm umieszczone nad silnikiem po obu stronach kabiny.